# Crossbow
Crossbow es un videojuego arcade lanzado por Exidy en el año 1983. Años más tarde Absolute Entertainment estrenó el videojuego para las plataformas Commodore 64 y DOS, y a partir de 1987 Atari lo hizo para las consolas 2600, 7800 y XE Game System.

## Descripción
Crossbow fue el primer videojuego arcade que tenía sonido y lenguaje digitalizado (algunos de los primeros videojuegos como Journey utilizaban una casetera para la música y los efectos de lenguaje). A diferencia de otros juegos de pistola como Operation Wolf (lanzado cuatro años más tarde) que utilizaba una pistola en posición fija, Crossbow usaba una pistola de luz óptica. Esta pistola se parecía a una ballesta de tamaño estándar, lo que podía presentar problemas debido a su peso y dificultad para apuntar al objetivo.

## El juego
El jugador debe proteger a los aventureros desde cierta distancia disparándole a los objetos que los amenazan. Los aventureros ingresan desde la izquierda de la pantalla e intentarán atravesarla sin recibir daño alguno. Si el jugador les ayuda a llegar a salvo al otro extremo de la pantalla, los aventureros seguirán con vida en el siguiente escenario, y ocasionalmente se incluirán nuevos aventureros entre los escenarios. Los niveles se eligen disparándole a un destino que aparece en el mapa de la pantalla.
Los escenarios son el pueblo, el desierto, el volcán, la cueva, el puente, la selva y el castillo. El objetivo es llegar al escenario final (después de pasar la etapa del castillo), en donde el jugador se enfrenta al Maestro, quien supuestamente creó todos los peligros del juego. Al vencer al jefe final (que es una enorme cara que dispara proyectiles desde los ojos) se gana el juego. Luego, el jugador recibe una breve felicitación y lo desafían a vencer al Maestro nuevamente. El juego vuelve a empezar aunque esta vez con varios aventureros que sobrevivieron a la etapa final.
Este videojuego se puede jugar con el emulador MAME, usando un mouse en vez de la pistola de luz.

## Créditos
- Diseñador y programador jefe: Nick Ilyin
- Programación: Vic Tolomeo, Larry Hutcherson
- Diseñador de hardware: Howell Ivy
- Caracterización vocal y sonidos: Ken Nicholson
- Diseño de arte: Lynn Pointer